# 공작고사리속
공작고사리속(학명: Adiantum)은 고사리목 봉의꼬리과 일엽아재비아과에 속하는 양치식물의 한 갈래이다. 공작고사리(학명: Adiantum pedatum)·섬공작고사리(학명: Adiantum monochlamys)·고려공작고사리(학명: Adiantum coreanum) 등 183종이 알려져 있다.